# Enceinte gallo-romaine de Nantes
L'enceinte gallo-romaine de Nantes est une muraille entourant la ville de Portus Namnetum (aujourd'hui Nantes, en France), de l'époque de la Gaule romaine jusqu'au Haut Moyen Âge, et dont il ne reste que des vestiges.

## Historique
Lors des invasions barbares dans les années 270, la ville de Portus Namnetum limitée à l'actuel quartier Bouffay, est sans défense. La première muraille est construite vers 276, à en juger par des bornes milliaires faisant partie de ses fondations, qui portent le nom de l'empereur Tacite qui n'a régné que durant cette année. L'édification de la muraille est vraisemblablement achevée par l'empereur Probus.
L'enceinte parvient à mettre la ville à l'abri des invasions au cours de l'antiquité tardive, mais au IXe siècle, elle ne suffit pas à repousser les attaques des Normands, qui pillent la ville et font brûler la cathédrale romaine. Les murs endommagés sont refaits au cours du Xe siècle, l'évêque Foucher au début de ce siècle fait abattre la muraille à l'est de la cathédrale pour l'agrandir, et il fait construire un rempart à l'est du quartier entourant l'édifice, mais cette fortification est à nouveau détruite par les Normands. Vers 940, Alain Barbe-Torte fait élever en hâte un rempart de terre.
Au XIIIe siècle, de nouveaux murs sont construits par Guy de Thouars et son beau-fils Pierre Mauclerc, duc de Bretagne. À cette époque, une grande partie de l'enceinte romaine est démolie, mais les parties s'étendant le long de l'Erdre et de la Loire restent plus ou moins intactes jusqu'à l'époque moderne, quand la population commence à s'accroître au-delà des limites des murailles anciennes et médiévales. Certains tronçons survivent jusqu'au XIXe siècle.

## Étendue
La muraille, longue de 1 665 mètres et couvrant 16 hectares, est l'une des plus grandes enceintes de toute la Gaule. Elle s'étend du château des ducs de Bretagne actuel, au nord vers la cathédrale et la porte Saint-Pierre, puis a l'ouest jusqu'à la rue Saint-Léonard, le long des rues des Cordeliers et Garde-Dieu actuelles, où elle forme le mur nord de l'église du couvent des Cordeliers lors du Moyen Âge tardif. Elle tourne au sud le long de Saint-Léonard et l'ancien cours de l'Erdre, jusqu'au bout de la Loire vers l'église Sainte-Croix et la place du Bouffay actuelles, où sont construits le château du Bouffay et tour du Bouffay au Moyen Âge. D'ici, elle suit la rive de la Loire et prend fin au château. Sur chaque angle (c'est-à-dire au site du château présent, à la porte Saint-Pierre, à Saint-Léonard, et au Bouffay) se dresse une tour circulaire et des tours semi-circulaires d'un diamètre de 8 mètres, ainsi que beaucoup d'autres portes et poternes, sont construites tout au long de son parcours.

## Construction
La construction des parements extérieurs est typique du Bas-Empire romain. Comme l'explique Marcel Giraud-Mangin : 

« Les parements des deux faces sont en petit appareil, c’est-à-dire formés d’assises régulières de moellons équarris jointoyés au ciment, l'intervalle entre les deux parements est rempli par un blocage de cailloux, d’éclats de pierres, de briques cassées, noyés dans un béton ou mortier de chaux. La face extérieure s'orne d'un triple chainage de briques posées à plat, au-dessus de trois ou quatre rangs de moellons. »

Ce style de construction peut se voir dans tout l'ancien Empire romain, de Londres à Constantinople. Un autre exemple à Nantes se trouve dans l'un des murs de la chapelle Saint-Étienne, qui date de la même époque.
Les fondations de l'enceinte et les premières trois ou quatre assises de pierres sont irrégulières, des moellons rugueux ; évidemment cette partie est sous le sol. Les couches des pierres équarries ont une hauteur de 33 centimètres (à Saint-Pierre) ou 40 centimètres (au couvent des Cordeliers), et celles des briques 16,5 et 20 centimètres respectivement. Les parements intérieurs, en revanche, ne disposent pas de cette composition, ne se composant que des moellons rugueux et rarement des briques.
L'épaisseur de la muraille varie légèrement de 4,26 mètres (Saint-Pierre) à 3,80 mètres (couvent). La hauteur varie un peu plus, de 7,5 à 8,5 mètres.

## Vestiges
Au XIXe siècle, quelques vestiges de l'enceinte sont visibles au niveau de la place du Bouffay et à l'intérieur d'immeubles de la rue Prémion et de la rue Saint-Léonard, mais ils ont disparu depuis. De même, une autre partie, découverte en 1910 rue de l'Écluse (actuelle rue des Trois-Croissants), n'existe plus.
De nos jours, il ne reste que les deux vestiges mentionnés au-dessus : cours Saint-Pierre et porte Saint-Pierre (à côté de la cathédrale), ainsi que dans le couvent des Cordeliers (à proximité de l'école Saint-Pierre), et enfin un vestige dans le Musée d'histoire de Nantes au château des ducs. Le tronçon près de la porte Saint-Pierre est fouillé en 1910-1911 ; il ne reste que 2 mètres de sa hauteur, la muraille médiévale ayant été construite par-dessus.
La partie la plus grande et la mieux conservée se trouve dans la cour de l'école primaire Saint-Pierre (située au 9 rue du Refuge). Cette relique a une hauteur de 5 mètres et une longueur de 18 mètres. Au cours du Moyen Âge, deux passages voûtés avec escaliers sont creusés à travers l'enceinte, dans l'un desquels est construite une petite chapelle.
Cette dernière, à l'intérieur de l'école, est classée monument historique par arrêté du 27 novembre 1926.

## Galerie de photos

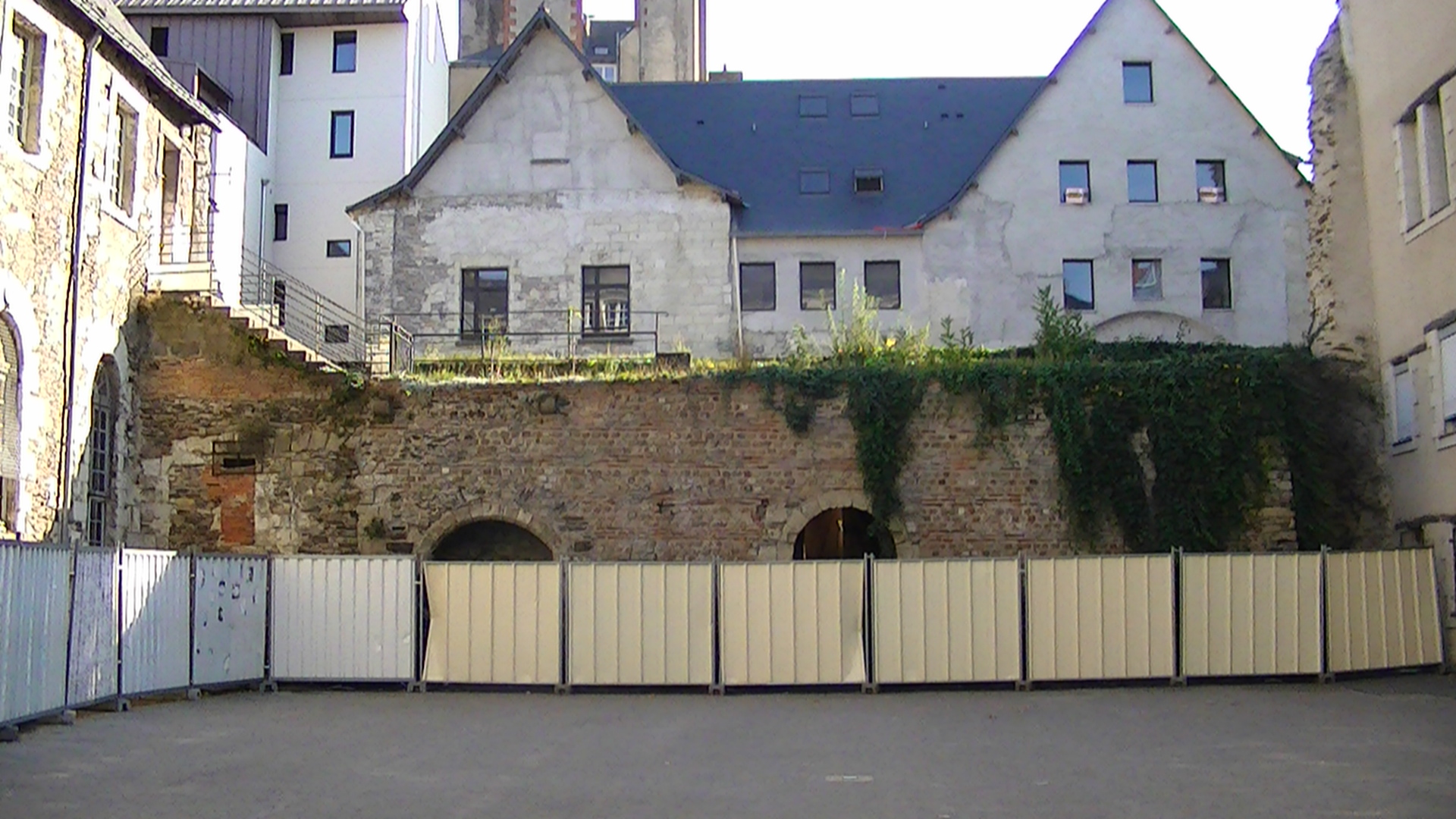
L'enceinte à l'intérieur de l'École Saint-Pierre
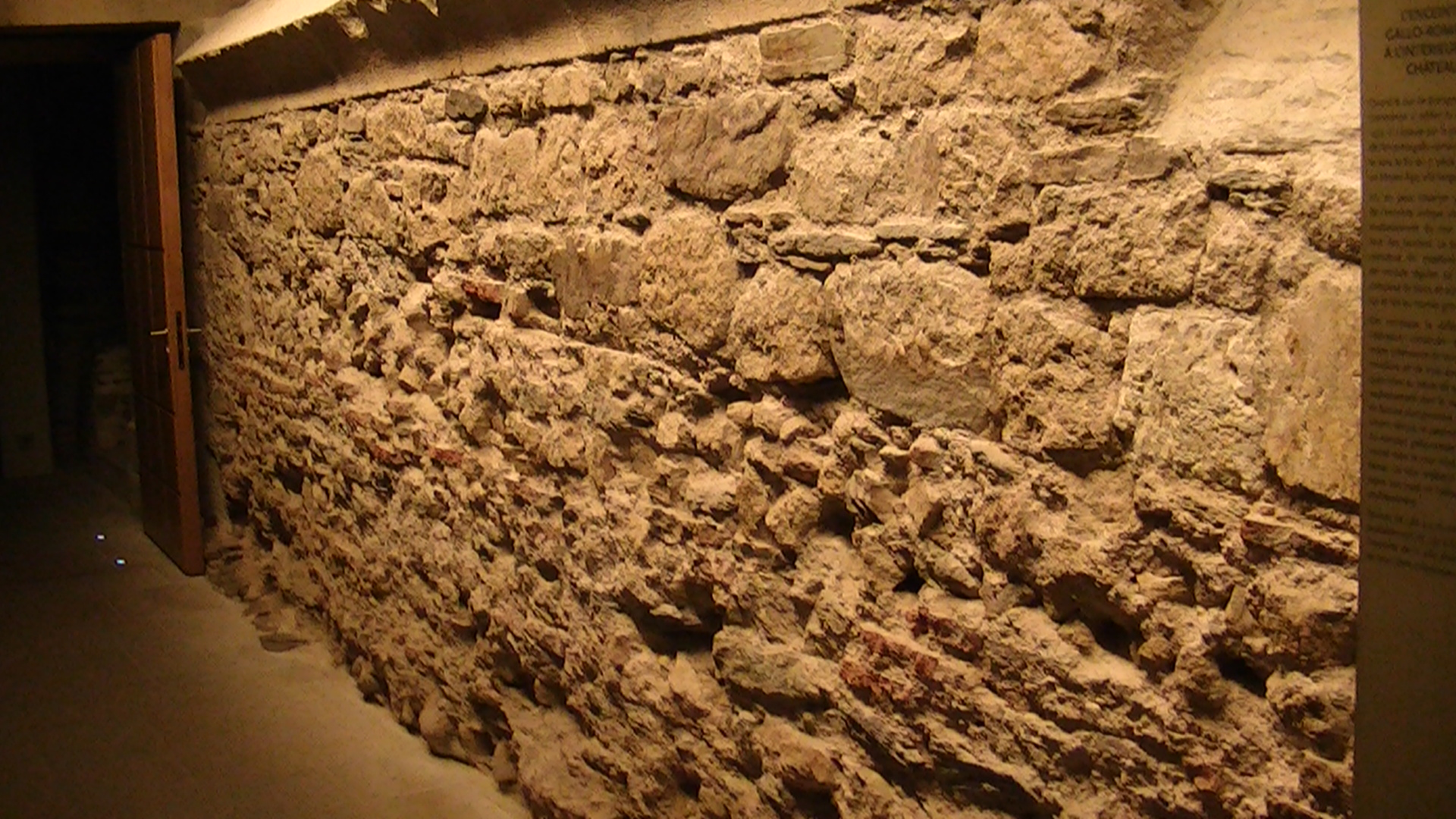
L'enceinte à l'intérieur du Château
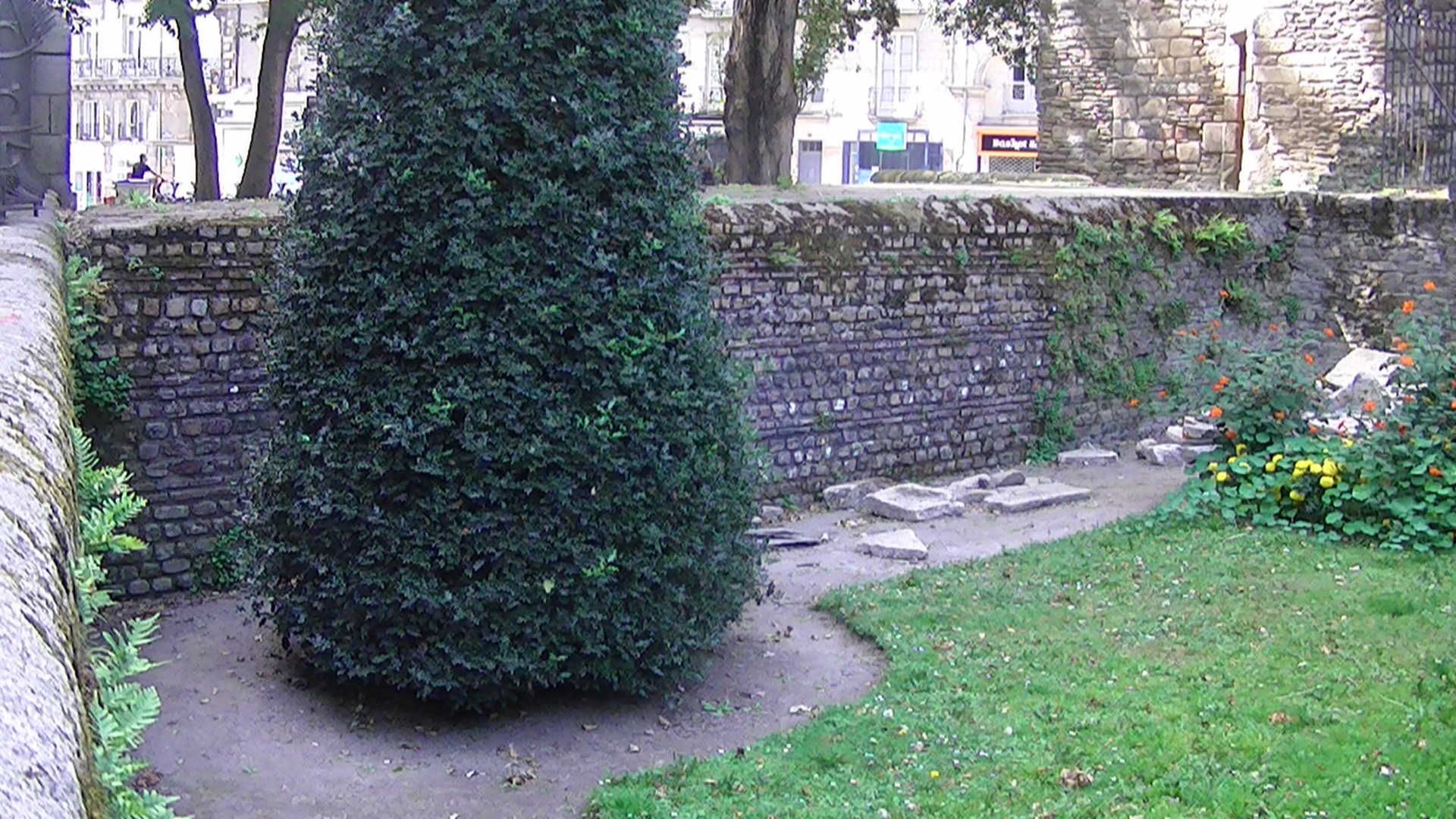
L'enceinte à côté de la Porte Saint-Pierre
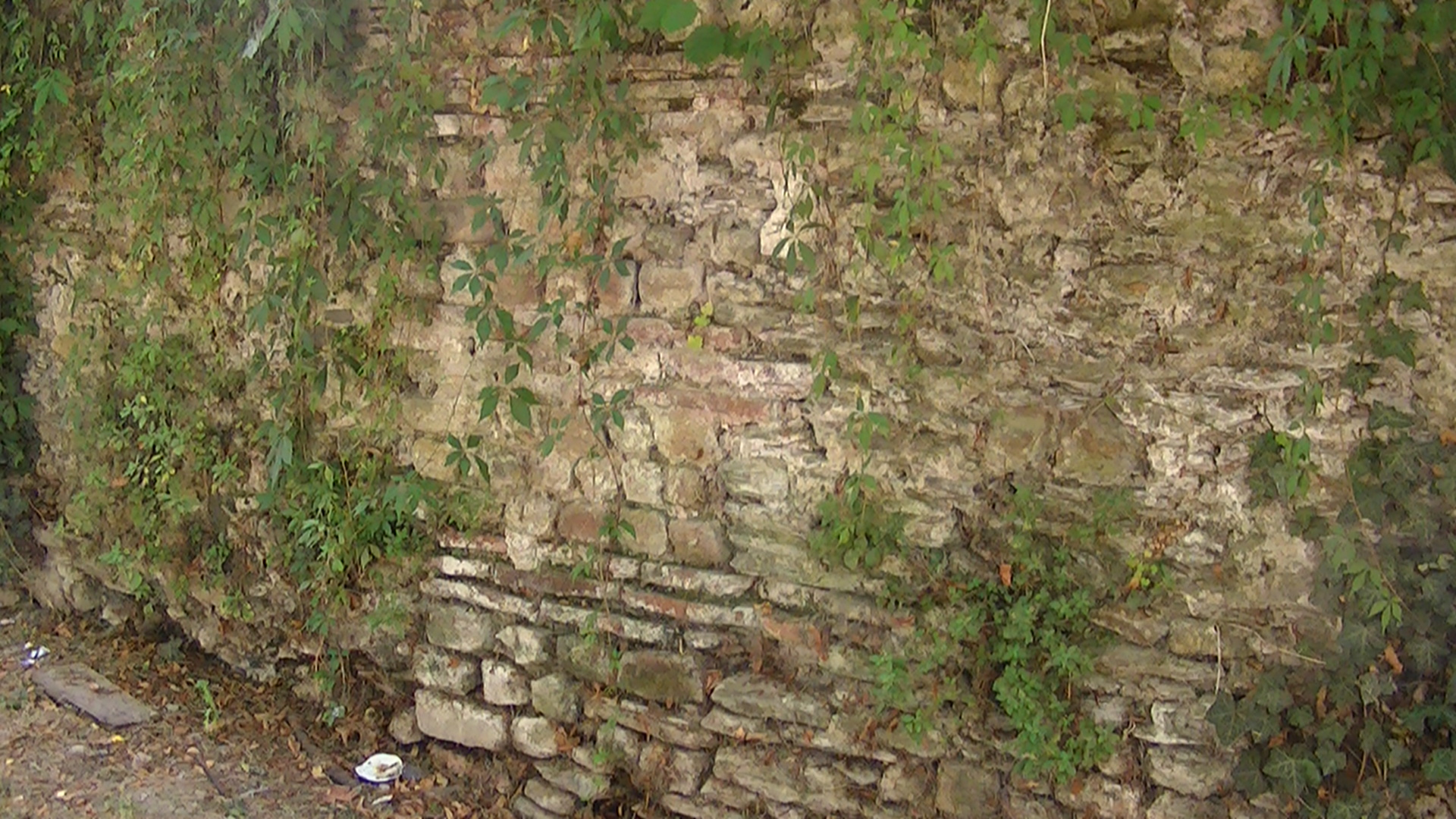
L'enceinte le long du Cours Saint-Pierre